# Corpo (física)
Em física, um corpo (algumas vezes chamado apenas de objeto) é a coleção de massas tomadas uma a uma. Por exemplo, uma bola de basebol pode ser considerada um objeto, mas ela também consiste de muitas partículas (partes de matéria).
Especificamente, um corpo físico é um objeto que pode ser descrito pelas teorias da mecânica clássica ou mecânica quântica, e experimentada com medidas físicas. Isto inclui determinar a posição, e em alguns casos, a orientação no espaço, bem como as mudanças dele, resultado pela interação de forças.
Um corpo extenso é aquele cujas dimensões não são desprezíveis em relação às medidas envolvidas. Por exemplo, um Planeta estudado de perto é um corpo extenso
Já em um corpo pontual, também conhecido como partícula ou ponto material, ao contrário do corpo extenso, suas dimensões são desprezíveis em relação as medidas efetuadas.